# IJzevoorde
IJzevoorde est un hameau situé dans la commune néerlandaise de Doetinchem, dans la province de Gueldre. La localité compte environ 50 habitants.